# Psicopatologie di guerra
Con l'espressione psicopatologie di guerra viene indicato l'insieme delle manifestazioni psichiche patologiche, individuali e collettive, a comparsa immediata o tardiva, e con evoluzione transitoria o duratura, che abbiano una diretta, se non esclusiva, relazione con avvenimenti eccezionali di guerra.

## Aspetti clinici e patogenetici
I disturbi psicopatologici si manifestano normalmente in concomitanza col combattimento. Essi possono comparire sia all'inizio del conflitto, quando la tensione accumulata durante l'attesa diventa intollerabile, sia mentre il conflitto è nel suo pieno svolgimento. Di grande importanza in questo senso è il ruolo dell'accumularsi delle emozioni, che in alcuni casi particolari può spiegare la comparsa ritardata di certe reazioni: il tempo di latenza può durare mesi o anni, a seconda delle modalità traumatiche.

## Le manifestazioni individuali
Simili alle reazioni fisiologiche, le manifestazioni individuali sono considerate come reazioni a particolari stati di destrutturazione acuta della coscienza. Se ne possono individuare schematicamente quattro forme elementari.

### Forme ansiose
Considerata come fenomeno irrazionale, l'ansia è tanto più intensa quanto più il pericolo minacciante è poco conosciuto. L'esperienza avuta in combattimenti precedenti non sempre permette di superarla, anzi spesso può verificarsi il fenomeno opposto. L'ansia può scomparire o diminuire nel corso del conflitto, a mano a mano che una migliore valutazione della situazione permette al soggetto di recuperare il suo sangue freddo.
Se ciò non avviene, l'ansia può provocare disturbi del comportamento estremamente gravi, come fenomeni di aerazione e scariche motorie incontrollate. Nel primo caso si instaura un quadro di inibizione con immobilità, stupore, mutismo, rigidità muscolare e tremori. Nel secondo caso, il soggetto, urlando e con la faccia stravolta, fugge in maniera disordinata, a volte in avanti verso le linee nemiche, oppure cerca un illusorio riparo, trascurando le precauzioni elementari di sicurezza. L'ansia può anche scatenare comportamenti estremamente aggressivi e caratterizzati da una violenta agitazione, simile al furore epilettico. Quest'ultimo può essere all'origine di violenze e lesioni nei riguardi degli ufficiali o dei compagni di combattimento, oppure può portare ad automutilazione, a raptus suicida e a follia omicida accanita contro i prigionieri. Simili stati si accompagnano normalmente a un oscuramento della coscienza e a fenomeni di amnesia.
Un periodo di ansia troppo prolungato può avere, come risvolto, una condizione di stress negativo che può indurre a suicidio.

### Forme confusionali e deliranti
Questa sindrome può ridursi a semplici disturbi dell'attenzione, o sfociare in un vero e proprio stato di confusione mentale con disorientamento spazio-temporale, comportamenti di inibizione verso la realtà e stati di agitazione dal contenuto terrificante con sensazioni psicosensoriali. Lo psichiatra tedesco K. Bonhoeffer (1860) distingueva tre tipi di psicosi da spavento: una prima forma superficiale con disordini all'apparato motorio e vascolare, una forma con stupor emozionale, e una fase conclusiva in cui la coscienza tende a rimuovere certi ricordi. 
La confusione mentale dovuta alla guerra è stata studiata in molti paesi, in quanto è una sindrome molto frequente. Durante la seconda guerra mondiale e i conflitti successivi, questa confusione di guerra ha lasciato il posto alle psicosi deliranti acute; tuttavia, si è visto che durante l'ultimo conflitto mondiale alcune di queste psicosi rivestivano un aspetto schizofrenico più inquietante. Esse, normalmente, regrediscono molto rapidamente. Tutti questi quadri clinici acuti sono accompagnati da manifestazioni somatiche di spossatezza e sono seguiti da amnesia più o meno importante.

### Forme isteriche
Sono state abbondantemente descritte dopo la prima guerra mondiale. 
«Si può dire, che la clientela dei centri neurologici era formata principalmente da soggetti colpiti da disturbi funzionali. Questa grande quantità di storpi, di impotenti perseveratori, aveva molto stupito i medici neurologi di guerra, disabituati alla presenza degli isterici negli ospedali».
(Psicologo André Fribourg-Blanc, da L'isteria nell'esercito)
Nei conflitti moderni, le forme isteriche sono tendenzialmente sostituite dalle affezioni psicosomatiche.

### Forme depressive
Normalmente le forme depressive si manifestano alla fine di un periodo attivo di combattimento; per questo si osservano più facilmente nelle truppe in fase di riposo. Le cause sono molteplici, fra cui stanchezza, insonnia o senso del dolore dovuto alla perdita di compagni. Non sono rari stati di malinconia con rischio di suicidio, specialmente nei soldati che perdono in guerra un compagno con il quale non avevano un buon rapporto. Tali forme depressive possono manifestarsi anche in un ufficiale che si ritiene responsabile della morte di un soldato subalterno, che egli stesso aveva esposto al fuoco. 

## Le manifestazioni collettive: panico
Il panico viene definito come un fenomeno psicopatologico collettivo, che sopraggiunge in occasione di un pericolo mortale e a causa delle incertezze della battaglia; ha sempre fatto parte del mondo del combattente e porta a fenomeni di perdita del controllo dell'emotività e di oscuramento dei pensieri da parte del soldato, causandogli spesso reazioni catastrofiche. Lo studio di tale fenomeno è passato dalla semplice descrizione storica a una ricerca scientifica oggettiva. Il panico nasce da una percezione imprecisa (il più delle volte intuitiva e immaginaria, oppure in relazione a rappresentazioni mentali arcaiche), di un pericolo spaventoso e incombente, contro il quale è impossibile resistere. Risulta altamente contagioso e porta alla disorganizzazione del gruppo, a movimenti di massa disordinati, a fughe disperate in ogni direzione o al contrario alla paralisi totale del gruppo. Talvolta, si assiste a comportamenti innaturali che vanno in direzione opposta all'istinto di conservazione e di sopravvivenza, come ad esempio i suicidi in massa in situazioni giudicate disperate: durante la Prima guerra mondiale, dopo il siluramento della nave francese Provence II, novecento soldati, che avrebbero potuto essere salvati, si buttarono in mare e annegarono.

### Le fasi
L'evoluzione del fenomeno di panico si svolge in maniera stereotipata. Normalmente si osservano quattro fasi:
- Un primo periodo di preparazione o di «allerta», caratterizzato da timori e da un sentimento di vulnerabilità, uniti ad altri fattori (fatica, demoralizzazione). Si diffondono false notizie, alimentate dagli agitatori, che creano situazioni ambigue e mal definite, in cui ciascuno è in cerca di informazioni. La capacità critica è assente sia in coloro che le trasmettono che in coloro che le ricevono.

- Una seconda fase, di «shock», brutale, rapida ed esplosiva, ma breve, dovuta all'irruzione dell'angoscia, che diventa terrore, di fronte al pericolo che sembra precisarsi. Le capacità di giudizio e di censura sono inibite, senza però incidere sulla disponibilità all'azione.

- Una terza fase, di «reazione» o di panico propriamente detto, durante la quale si manifestano comportamenti anarchici di stupore e di fuga. Comincia così ad emergere una presa di coscienza che può portare alla sensazione di futilità della vita e dare luogo a reazioni suicidarie individuali o collettive.

- Una quarta fase, di «risoluzione» e di interazione. La tempesta si calma, la paura diminuisce, compaiono i primi comportamenti di reciproco aiuto e si organizzano gli sforzi per ristabilire l'ordine; vengono designati dei capi, e conseguentemente dei capri espiatori sui quali si fissano la vendetta e la colpa. La tensione emotiva può talvolta sfogarsi in forme di violenza e di vandalismo. Queste violenze si manifestano in proporzione all'angoscia sentita, alle esecuzioni e ai casi di atrocità.

### Le cause
Il fenomeno del panico si sviluppa fra i soldati quando la truppa si trova in uno stato di allerta e di paura forzata, con scarsi rifornimenti, privata del sonno, provata dalle perdite subite, dai bombardamenti, dalle veglie notturne e dalle sconfitte. Spesso basta un semplice rumore o il grido di un soldato timoroso a scatenare fenomeni di sgomento e terrore provocando equivoci fatali. L'impiego di armi fino ad allora sconosciute, la sorpresa, le cattive condizioni di visibilità, l'atmosfera sonora possono far precipitare il terrore. Le tecniche di guerra psicologica, utilizzano l'effetto del panico come arma per indurre alla fuga i nemici. Più in particolare, per quanto riguarda la guerra N.B.C. (nucleare, biologica e chimica), il terrore viene utilizzato a scopo dissuasivo. Questo perché il panico si manifesta più frequentemente nelle retroguardie, dato che le truppe impegnate nell'azione hanno più la tendenza a combattere che a fuggire. Sembra che il panico sia meglio osservabile a livello di piccole unità di gruppo, dove la regolamentazione di questi comportamenti è strettamente collegata alle interazioni individuali. È a livello di questa, infatti, che si determinano le motivazioni; se ne verifica l'esistenza nel quotidiano, di fronte a necessità immediate che esigono il ricorso ai capi e ai compagni.
Sul piano antropologico le incertezze messe in comune che sono accompagnate da ansia individuale, dovranno essere prevenute attraverso la rivalorizzazione dei fattori umani, il rinforzo della solidarietà e l'identificazione degli individui con il loro gruppo; per fare ciò si dovranno applicare sia misure individuali che collettive. Ricorderemo poi la concezione secondo cui la paura ha un ruolo di stimolo sociale, il che spiega perché questa emozione sia straordinariamente trasmissibile. Contrariamente al punto di vista tradizionale, non è l'esteriorizzazione della paura da parte di certi individui a contaminare gli altri: se questi a loro volta la subiscono è perché hanno imparato a interpretare i segni visibili della paura come indici della presenza di una situazione pericolosa a loro sconosciuta. Essi non provano altro, in realtà, che la loro stessa paura, dovuta a un riflesso condizionato precedentemente acquisito che determina il rinforzo dell'azione.

## Forme di psicopatologie indotte dalla violenza collettiva
È stato dimostrato che numerosi fenomeni di violenza collettiva, come la guerra e i conflitti provocano forme di psicopatologie molto gravi. Ne possiamo individuare alcune:
- I traumi intenzionali sono indotti da esseri umani su altri esseri umani. Qui è centrale l'intenzionalità maligna nel provocare forte sofferenza psichica: in casi estremi emerge un forte trauma con forme allucinogene, ricordi traumatici e deliri di persecuzione o di influenzamento. A causa dell'estrema violenza e della ferocia dei conflitti, queste forme di violenza psichica sono sempre più frequenti.

- Gli stati schizoidi o schizofrenici, si verificano dopo un fenomeno di deprivazione. Nella letteratura scientifica stessa, le forme schizofreniche sono descritte come “deprivazione sensoriale totale”. A causa delle dure condizioni e dei ritmi forzati che la guerra impone, fra i soldati si verificano casi di depersonalizzazione, di dissociazione e di confusione dell'identità; rinunciano ad avere una identità propria per difendersi dall'annientamento.

- I disturbi psicosomatici comprendono ad esempio i disturbi muscolari e scheletrici, dovuti ai ritmi disumani e violenti della guerra.

## Le condizioni sociologiche
Le condizioni sociologiche generali sono state particolarmente studiate nei combattenti. In questo ambito il morale risulta il fattore determinante, legato all'entusiasmo patriottico e a un ideale per il quale si è pronti a morire, se necessario. Chiaramente, i soldati presenteranno minori rischi di cedimento psicologico, a seconda di quanto meglio saranno stati selezionati e addestrati. Al contrario si nota come uno stato d'animo pessimista, l'assenza di motivazioni e la mancanza di preparazione dei soldati creino condizioni favorevoli a scompensi individuali e soprattutto collettivi, come ad esempio nel fenomeno del panico precedentemente esaminato.
È analizzando questi fattori che gli psicologi statunitensi hanno spiegato i numerosi disturbi psichiatrici manifestatisi nell'esercito statunitense durante la Seconda guerra mondiale. Questi disturbi si sono presentati in numero così elevato perché i giovani statunitensi non avevano ricevuto una preparazione psicologica adeguata. Non essendo mai state incitate e abituate a vivere nel pericolo, convinte che la guerra riguardasse il civile anziché il militare, le giovani reclute erano convinte di non dover fare altro che aiutare le truppe scelte (riflemen). In questi casi il gruppo sarà influenzato in maniera più o meno diretta dai modelli socio-culturali, dalle tendenze ideologiche e da tutti quei fattori di condizionamento, frutti di una lunga educazione.

### Le cause della presenza di psicopatologie
Le cause che hanno portato alla comparsa di psicopatologie sono molte; fra queste, è considerato prioritario un atteggiamento generale fin troppo comprensivo, per non dire permissivo, nei confronti dei disturbi mentali. Nell'esercito del III Reich nella Seconda guerra mondiale e nei paesi totalitari, al contrario, i soldati che manifestavano reazioni isteriche, disturbi di personalità o depressione erano sottoposti a misure fortemente punitive, perché si pensava che potessero demoralizzare e contaminare il gruppo stesso. Quando i loro disturbi si presentavano in maniera più marcata, venivano trattati alla stessa stregua delle malattie organiche e considerati solo in riferimento ai singoli soggetti, e non alle condizioni psicologiche generali, che non potevano essere poste in discussione. In particolare, gli psichiatri tedeschi erano ossessionati dall'aspetto intenzionale del disturbo, nella misura in cui la malattia libera l'uomo dai suoi doveri e delle sue responsabilità. In America al contrario i disturbi raddoppiarono rispetto agli anni della prima guerra mondiale, sicuramente perché si poneva più attenzione agli aspetti psicologici e forse perché l'organizzazione militare statunitense, meno rigida, lasciava che i soldati si esprimessero più liberamente.
Per spiegare la scarsità di disturbi mentali nelle forze armate tedesche, gli psicologi tedeschi si richiamano all'azione positiva degli spostamenti, adottati nella guerra di movimento. Infatti, la guerra di movimento, soprattutto se vittoriosa, risulta meno psicogena che la guerra di posizione o di trincea. Contrariamente a quanto si potrebbe pensare, certe azioni violente e molto dure avvenute in un clima di sconfitta, non sempre comportano grandi scompensi. Durante l'accerchiamento di Stalingrado avvenuto durante la Seconda guerra mondiale, per esempio, nonostante la spaventose condizioni del combattimento, gli uomini non poterono lasciarsi andare alla malattia: questa li avrebbe separati dal gruppo, con la conseguenza di essere abbandonati al freddo, alla prigionia e alla morte certa. Come animali feriti, essi mobilitarono le loro ultime energie per sopravvivere. In condizioni critiche quindi può accadere che il "sangue freddo" e l'istinto di sopravvivenza permettano di risolvere situazioni che altrimenti sarebbero perdute, o dominate dalla paura. Per quanto riguarda le condizioni sociologiche particolari, esistono delle differenze nella frequenza e nella sintomatologia della patologia mentale degli individui sottoposti agli stress della guerra, a seconda delle epoche, delle nazioni e delle modalità di combattimento. A questo scopo, sono stati fatti studi comparativi per tentare di precisare i tipi di disturbi e di patologie all'interno dei vari ambiti sociologici.

### L'esercito
In tutte le epoche, la fanteria ha sempre pagato il prezzo più elevato in termini di violenza e di sacrifici. La fanteria rappresenta il cuore dell'esercito ed è il mezzo primario di attacco. L'asprezza dei combattimenti, che arrivano fino al corpo a corpo, le condizioni precarie di vita al campo, talvolta nella neve e nel fango, talvolta nei deserti sotto un sole ardente e disidratante, talvolta ancora nell'umidità della giungla, le marce spossanti attraverso mille ostacoli, l'imboscata e le ore di attesa prima dell'assalto, sono terribilmente faticosi, e psicologicamente duri da sostenere. I soldati della fanteria vivono continuamente nell'incertezza del momento e del domani. Presi da un'angoscia permanente e consapevoli che possono morire da un giorno all'altro senza preavviso, i fanti sono molto vulnerabili. Un tempo si potevano spostare solo a piedi, mentre attualmente viene spesso trasportato sul luogo di battaglia con aeroplani, elicotteri, con rapidi mezzi cingolati oppure viene lanciato dal cielo sospeso al paracadute. Il fante è così diventato un combattente dalle molteplici potenzialità.
Tenendo conto di questi fattori, sono state fatte delle correlazioni fra i disturbi mentali e la durata effettiva del combattimento. Si è verificato che nei primi giorni di combattimento si manifestavano le reazioni nevrotiche; poi, per circa trenta giorni, vi era una fase di adattamento positivo e in seguito si ripresentavano disturbi psichici, questa volta più gravi, in accordo con lo stato di spossatezza.
Gli stessi studi hanno mostrato che esiste una relazione fra le perdite per motivi psichiatrici e le perdite generali del contingente. Se il 65% dei soldati di un contingente è caduto, nei sopravvissuti molto probabilmente compariranno disturbi mentali e psicosomatici. Queste percentuali andrebbero modificate tenendo conto di altri fattori generali, ma restano comunque buon indice di previsione. Ad esempio durante la seconda guerra mondiale nel Sud Pacifico, il 35% delle « psiconevrosi di guerra » si manifestava durante la seconda e la terza settimana di combattimento, il 10% durante la quarta e, di nuovo, il 35% fra la decima e la dodicesima settimana.

### I paracadutisti
I paracadutisti (o truppe aerotrasportate), rappresentano un gruppo a parte e sono oggetto di uno speciale interessamento e studio psicologico. Il salto nei paracadutisti è l'evento determinante. Rappresenta il passaggio brutale nell'incognito, il passaggio dall'ambiente protetto della carlinga dell'aereo al combattimento e forse alla morte. Tutto diventa incertezza e pericolo. Il trauma fisico  «shock all'apertura»  viene ad aggiungersi allo shock emotivo. Sempre in agguato, il paracadutista è pronto a precipitarsi nel duello corpo a corpo. I paracadutisti delle squadre speciali, lanciati da altezze elevate, al di sopra delle nuvole, aprono il loro paracadute a poche centinaia di metri dal suolo, aumentando così l'effetto sorpresa e provocando un effetto terrorizzante sulle truppe nemiche. I paracadutisti hanno uno spirito di corpo molto sviluppato, totalmente rivolto verso l'azione offensiva. Dato che dipendono gli uni dagli altri, formano un ambiente strutturato, necessario alla loro sicurezza personale. Vengono selezionati in base alla loro qualità fisiche e ad una buona stabilità emotiva. 
Fra le sindromi psicopatologiche manifestate dai paracadutisti, viene segnalata, in particolare, la modificazione dei sentimenti etici abituali: l'aggressività trova qui libero sfogo. Si ritorna così all'origine dell'aggressività e, in particolare, al suo carattere «primitivo» o «reattivo» a certe frustrazioni e rifiuti precedenti. Si possono assimilare ai paracadutisti le truppe specializzate nell'attacco, come ad esempio le truppe da sbarco. Esse sono caratterizzate dallo stesso spirito offensivo e ogni loro azione è orientata verso la distruzione e la morte dell'avversario. Hanno bisogno delle stesse qualità di energia, di decisione e di resistenza fisica. Prima che si iniziasse a selezionare con rigore queste « truppe d'urto », si riscontrava un'importante patologia psichiatrica nei soggetti più fragili (85% dei casi). Al giorno d'oggi tale patologia è molto più rara. L'aggressività, pur essendo indispensabile, deve essere controllata e orientata affinché sia utilizzabile ed efficace.
Altra importante sindrome manifestata da molti paracadutisti è il cosiddetto «rifiuto al salto». Tali rifiuti sono peraltro meno frequenti che in passato, grazie al miglioramento dei dispositivi di sicurezza che praticamente escludono ogni possibilità di incidenti (paracadute ad apertura comandata e dispositivo di apertura automatica). Nonostante questo, non sono rare certe sintomatologie psicosomatiche subito dopo il salto o il combattimento, come ad esempio crisi di asma, alopecia, disturbi digestivi. Da un punto di vista psicanalitico, ci si è domandati se i paracadutisti non rivivessero simbolicamente, attraverso il salto nel vuoto, un'angoscia infantile e i traumi affettivi dei primi anni di vita. Il salto col paracadute potrebbe in qualche modo far rivivere le esperienze infantili iniziali di separazione, che rappresentano il prototipo di tutti i sentimenti di ansia.

### La marina militare
La patologia psichiatrica risulta minore nella marina che nelle forze terrestri. Ciò è dovuto a molteplici motivi: la selezione iniziale è più rigida, le condizioni normali di vita a bordo sono più soddisfacenti, vi è una migliore coesione del gruppo e il combattimento è raramente del tipo corpo a corpo. Una volta iniziata la battaglia, i malati non potrebbero trarre vantaggi secondari dai loro sintomi dato che l'evacuazione per motivi sanitari è del tutto impossibile in questo tipo di combattimento in cui sono in gioco la nave e gli uomini. 
Nei sottomarini, la patologia mentale è molto rara. Durante il secondo conflitto mondiale, i casi psichiatrici rilevati fra i marinai in servizio a bordo dei sommergibili furono relativamente bassi. Questo grazie alla struttura particolarmente solida di queste comunità speciali che vivono in uno spazio ridotto e confinato. La psicologia dei sommergibilisti, è fortemente collegata alle condizioni ambientali a bordo del sottomarino (esiguità dello spazio e mancanza di sbocchi, monotonia della vita, inframmezzata da periodi di intensa emozione al momento dell'appostamento o della battaglia). I sottomarini nucleari, che rimangono sommersi durante lunghe traversate, impongono al loro equipaggio particolari problemi di adattamento psicologico. Questi vengono in gran parte risolti grazie al miglioramento delle condizioni di vita a bordo, e al tentativo di circondare i membri dell'equipaggio di cose o elementi che possano in qualche modo simulare la loro vita in superficie (finta illuminazione a giorno, finestre e panorami falsi, distrazioni, circuiti televisivi, ecc.). 
Le sindromi claustrofobiche sono rare data la rigidità nella selezione dell'equipaggio. Al contrario, sono state riscontrate sindromi di disadattamento ai ritmi biologici con disturbi del sonno al momento del ritorno dopo un lungo viaggio. 
Il caso particolare dei naufraghi mette in evidenza gli aspetti psicologici della lotta per la sopravvivenza. Generalmente si impone ben presto sul gruppo un capo (il «leader») che non è necessariamente un graduato o qualcuno investito già precedentemente di autorità riconosciuta. Questo capo si sforza di ristabilire l'ordine e di contenere il panico nei sopravvissuti, che possono arrivare, spinti dalla fame e soprattutto dalla sete, a uccidersi a vicenda.

### L'aeronautica militare
Durante la prima guerra mondiale gli aviatori venivano reclutati attraverso il volontariato degli altri corpi dell'esercito, attirati dal fascino e dal prestigio di questa nuova arma. Gli aviatori erano uomini di azione e di coraggio un po' avventurosi. Tendevano addirittura a considerare il combattimento come una gara. Gli avversari, allora poco numerosi, si riconoscevano fra loro, talvolta si salutavano, e perfino si risparmiavano. Quando i loro aerei venivano abbattuti durante il conflitto, erano considerati come eroi sopravvissuti, venendo così ricoperti di gloria. 
Dopo la prima guerra mondiale vennero segnalati soprattutto disturbi fisici, quali l'ipossia, mentre furono sottovalutati i fattori emotivi e psicologici. A questi venne attribuita la giusta importanza soltanto dopo la seconda guerra mondiale. La qualità e le condizioni di vita dell'equipaggio sono state descritte con precisione: numero, frequenza, natura (caccia o bombardamento) delle missioni e circostanze del combattimento. Si riscontrano così fenomeni di fatica dovuta alla concentrazione, all'insonnia nei voli notturni, alla prolungata immobilità al posto di pilotaggio. Vi sono poi interessanti particolarità che sono legate al posto che i soggetti occupano all'interno dell'equipaggio; nelle unità inglesi di bombardamento notturno, l'incidenza più elevata di disturbi psichiatrici è stata riscontrata fra i mitraglieri: isolato nella sua torretta, separato dai compagni, il mitragliere interviene solo occasionalmente, ma è continuamente in stato di allerta e, più di tutti, è soggetto alla paura. Le caratteristiche spettacolari dei combattimenti aerei, la morte dei compagni dentro i loro aerei in fiamme impressionano l'equipaggio e alimentano l'angoscia. 
Nella seconda guerra mondiale il combattimento aereo diventa più rapido, meno personalizzato e modificato grazie alle nuove tecnologie come i mezzi di difesa terrestri resi più efficaci dall'invenzione del radar antiaereo. E se durante la «battaglia d'Inghilterra», i piloti rimasero ancora, così come Peter Townsend o Pierre Clostermann, degli eroi conosciuti dalla collettività, essi furono, poi, totalmente anonimi nelle grandi flotte aeree, della fine della guerra. Le condizioni operative, psicologiche e fisiche della guerra aerea cambiarono ancora di più con l'introduzione degli aerei supersonici e dei missili di attacco e di difesa. 
Dal punto di vista psicopatologico, durante la seconda guerra mondiale sono stati descritti alcuni casi di aviatori britannici incaricati di bombardamenti notturni in cui si manifestavano «stati di paura», «stati di mancanza di fiducia nell'aereo», stati di «esaurimento» e soprattutto depressioni e fobie prolungate. Questi disturbi si instaurano secondo tre fasi principali: durante la prima fase si manifestano delle reazioni ansiose spostate, per lo più, a livello somatico; poi, nella seconda fase vi sono delle reazioni acute che possono arrivare fino alla confusione e a episodi deliranti; infine si evidenziano dei sintomi ansiosi caratterizzati da fobie di vario genere e da sintomi ipocondriaci. 
Si è tentato così di delineare degli «indici di stress» studiando le reazioni psicopatologiche riscontrate nel Bomber command base del Regno Unito. In particolare viene confrontato il rischio corso dagli equipaggi, valutato in termini di perdite subite, e la durata della «fatica di volo (flying effort)», valutata in base al numero totale di ore in volo operativo realizzato mensilmente da ogni squadra. I risultati sono molto interessanti: si osserva che un periodo di gravi perdite viene accompagnato da un'elevata patologia nevrotica durante lo stesso mese e da un forte aumento delle malattie veneree nel mese successivo. Queste constatazioni coincidono con quelle che sono state fatte nell'esercito. La conclusione è che i principali responsabili di questi disturbi sono la mancanza di esperienza in combattimento e la pericolosità della missione. 
Qualunque sia il tipi di missione, la comparsa di disturbi psichici è strettamente collegata al numero di ore di volo, e ciò si riscontra anche prima che si sia verificata  alcuna perdita umana. Quindi le «fobie di volo» sono dovute, oltre che alla personalità del soggetto, anche a fattori ambientali e a traumi fisici e psicologici causati dal combattimento. In ogni caso la prima soluzione possibile per limitare e curare tali disturbi è quella di limitare preventivamente le ore di volo, per evitare uno stress psicologico eccessivo agli equipaggi degli aerei. Lo conferma il fatto che, al di là dell'incidenza di disturbi psichiatrici, vi è una netta diminuzione delle prestazioni di un soggetto in rapporto al numero di missioni già portate a termine. È per questa ragione che gli eserciti, per prevenire tali fenomeni, cercano di limitare le ore di volo per ogni equipaggio. L'aeronautica militare americana, per esempio, impone la sostituzione degli equipaggi dei bombardieri dopo duecento ore di volo, anche se i soggetti si sentono ancora in perfette condizioni.

## I disturbi mentali dei prigionieri
Oltre a una serie di patologie conosciute, sono stati particolarmente studiati alcuni quadri clinici, in quanto più specifici:
- Le psicosi nostalgiche in cui l'ansia è centrata sulla separazione dalla famiglia e dal proprio paese di origine. Esse colpiscono soprattutto certi gruppi etnici particolarmente legati ai loro paesi e alle loro tradizioni.

- Gli stati reattivi da liberazione che si manifestano sotto forma di accessi melanconici o maniacali («mania del ritorno»).

- Gli stati astenici di prigionia, osservati dopo il rimpatrio, caratterizzati da astenia ribelle, iperemotività, parossismi ansiosi, sintomi somatici e disturbi funzionali.

- Le condotte ossessive si manifestano come comportamenti ossessivi per la vita. Adattandosi alla vita fuori dalla prigione, questi soggetti finiscono per dimenticarsi gli anni passati in carcere e le altre persone che ne sono uscite o che sono morte. In questi casi l'unico rimedio consiste nell'agire sul grande sentimento di colpevolezza dell'ex-detenuto.

Questi stati, dal punto di vista evolutivo, guariscono con lentezza e possono manifestarsi anche su soggetti senza precedenti psichiatrici; tuttavia possono ripresentarsi in maniera periodica o in occasione di avvenimenti traumatici (la cosiddetta «nevrosi traumatica»). Un posto a sé merita la psicopatologia dei campi di concentramento e di deportazione, caratterizzata da disturbi nutrizionali ed endocrini, dai postumi delle eccezionali privazioni, delle torture e della miseria fisica e morale, essa ha lasciato tracce indelebili nella psiche delle sue vittime. I prigionieri sottoposti a una lunga detenzione in un carcere presentano disturbi come l'astenia intellettiva, l'abulia, la ridotta resistenza ai contatti sociali e tutta una serie di sintomi funzionali, fra i quali non è sempre possibile distinguere i disturbi a base organica. In particolare, per questi soggetti risulta fortemente difficoltoso il riadattamento familiare, sociale e professionale, perché le condizioni pratiche e psicologiche risultano compromesse dalle torture subite all'interno dei campi. 
Viene, in questo senso, descritta la «sindrome di ecmesia parossistica tardiva» (osservata soprattutto in ex deportati), che consiste nel rivivere dolorosamente certe scene della loro esistenza nell'atroce realtà del campo di concentramento. I soggetti che sono stati salvati dai campi di concentramento, nonostante apparissero in buone condizioni, ad uno sguardo più approfondito, dietro il loro comportamento «calmo e cortese», si nascondevano fenomeni preoccupanti di trascuratezza nell'abbigliamento e nella cura del corpo, come se avessero perso ogni nozione di igiene. Era scomparsa ogni spontaneità e la loro sfera di interessi era ridotta, compreso, in particolar modo, l'interesse sul piano sessuale. In particolare sono stati esaminati 4.617 uomini che hanno subito trentanove mesi di prigionia in condizioni molto dure. Solo grazie al loro grande coraggio personale questi soggetti sono riusciti a sconfiggere la morte e sopravvivere. 
Analoghe constatazioni sono state fatte, dagli americani, riguardo ai loro prigionieri rimpatriati dalla Corea o dall'Indocina. Essi avevano particolari difficoltà, anche quando ritornavano apparentemente in buona salute, nel riallacciare i loro legami affettivi precedenti e nel crearne nuovi; manifestavano, invece, un attaccamento patologico ai loro ex compagni di prigionia. In questi rimpatriati vengono studiate le conseguenze del «lavaggio del cervello». Nelle ore successive alla liberazione si osserva la «reazione zombie» caratterizzata da apatia; in questi soggetti, malgrado un contatto dolce e affabile ed adeguate espressioni di affetto, la conversazione resta vaga e superficiale, soprattutto per quanto riguarda le condizioni della cattura e della « marcia verso la morte ». Dopo tre o quattro giorni si delinea un miglioramento caratterizzato da una maggiore collaborazione: il soggetto esprime, in maniera stereotipata e sempre molto vaga, le idee ricevute durante l'indottrinamento. Il suo stato ansioso è dovuto alle nuove condizioni di vita, alle formalità amministrative, ai commenti della stampa sull'«indottrinamento» e ad una generale paura di essere rifiutato dalla collettività. 
Alcuni eserciti, come ad esempio l'esercito americano, hanno iniziato a preparare i loro soldati, anche in tempo di pace, alle condizioni di prigionia, affinché prendano coscienza del rischio delle sofferenze e delle manipolazioni psichiche in cui potrebbero eventualmente incorrere.